# Voss
Voss ( ? i  escolteu-ne la pronunciació en noruec) és un municipi situat al comtat de Vestland, Noruega. Té 14.425 habitants (2016) i la seva superfície és de 1.805,81 km². El centre administratiu del municipi és el poble de Vossevangen, que s'estén a la vora est del llac Vangvatnet. El municipi es troba a uns 100 quilòmetres a l'est de la capital del comtat, Bergen, i el creuen les dues principals vies de comunicació que enllacen Bergen amb Oslo: la carretera E-16 i la línia ferroviària.
Les principals activitats econòmiques de la població són l'agricultura i el turisme, tant d'estiu com d'hivern. De fet, Voss és conegut per les seves pistes d'esquí i els seus esports d'aventura.

## Informació general
Voss va ser establert com a municipi l'1 de gener de 1838. L'1 de gener de 1867, una àrea petita del nord de Voss (població: 28) es va transferir al municipi de Hosanger. L'1 de gener de 1868, el districte nord del municipi (població: 2.009) es va separar per formar el nou municipi de Vossestrand. Això va deixar Voss amb 7.592 residents. El 21 d'agost de 1868, una zona despoblada del nord de Voss va ser traslladada a Vossestrand. Després, l'1 de gener de 1885, el districte occidental de Voss (població: 2.045) es va separar per formar el nou municipi d'Evanger. Això va deixar a Voss amb 5.403 residents.

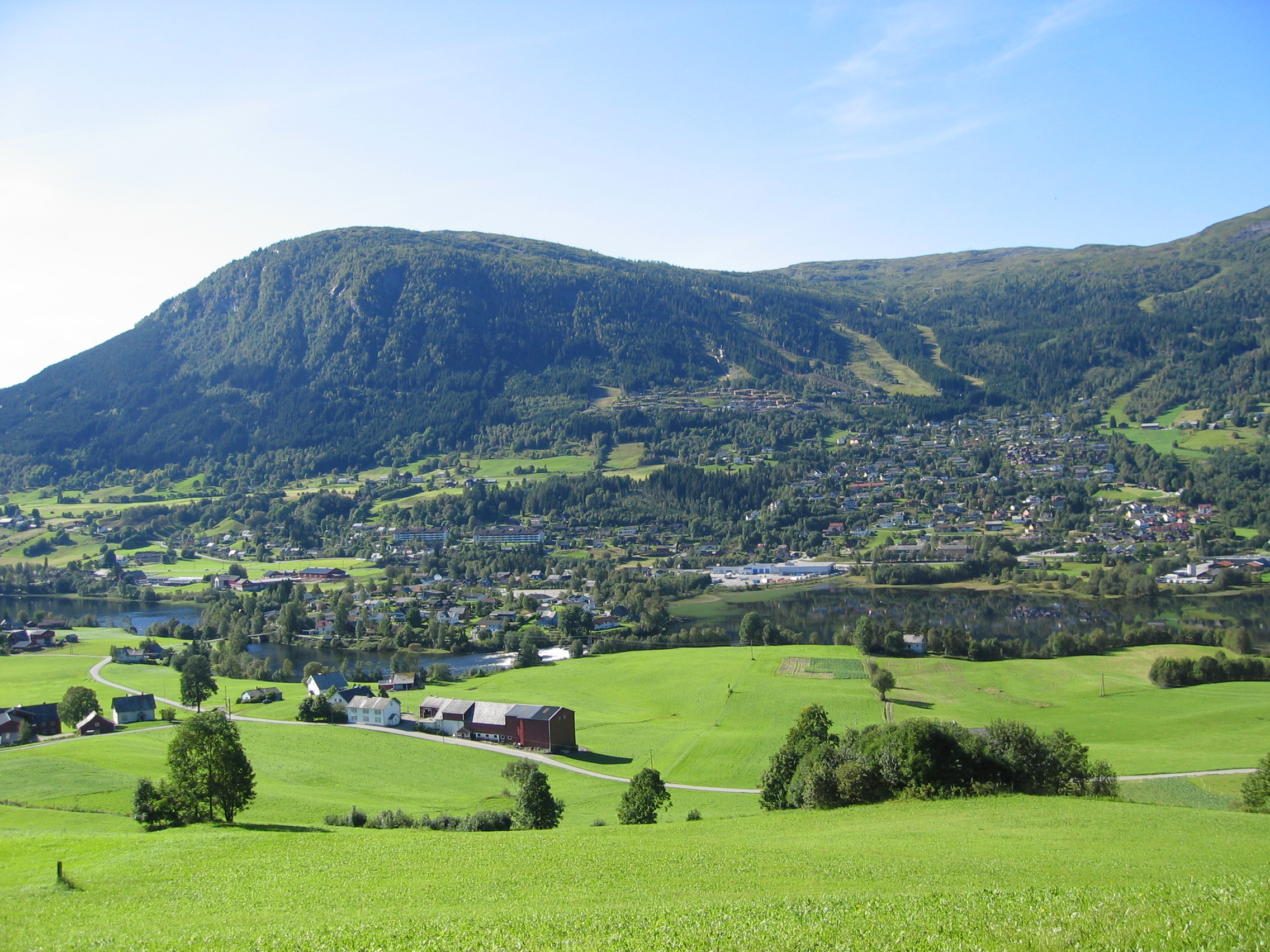
Vista de l'àrea de Skulestadmo.

L'1 de gener de 1964, una important fusió municipal es va dur a terme. El municipi de Voss (població: 10.575), el municipi de Vossestrand (població: 1.573), i la major part del municipi d'Evanger (població: 1.075) van ser fusionats en un de nou i més gran municipi de Voss. (La resta d'Evanger es va combinar en el nou municipi de Vaksdal.)

### Nom
La forma en nòrdic antic del nom era Vǫrs, i aquest podria haver estat l'antic nom del llac Vangsvatnet. Si és així, el nom probablement deriva de la paraula vǫrr que significa "onada" o "mar". (-s és un sufix comú dels antics noms de llocs de Noruega.)

### Escut d'armes

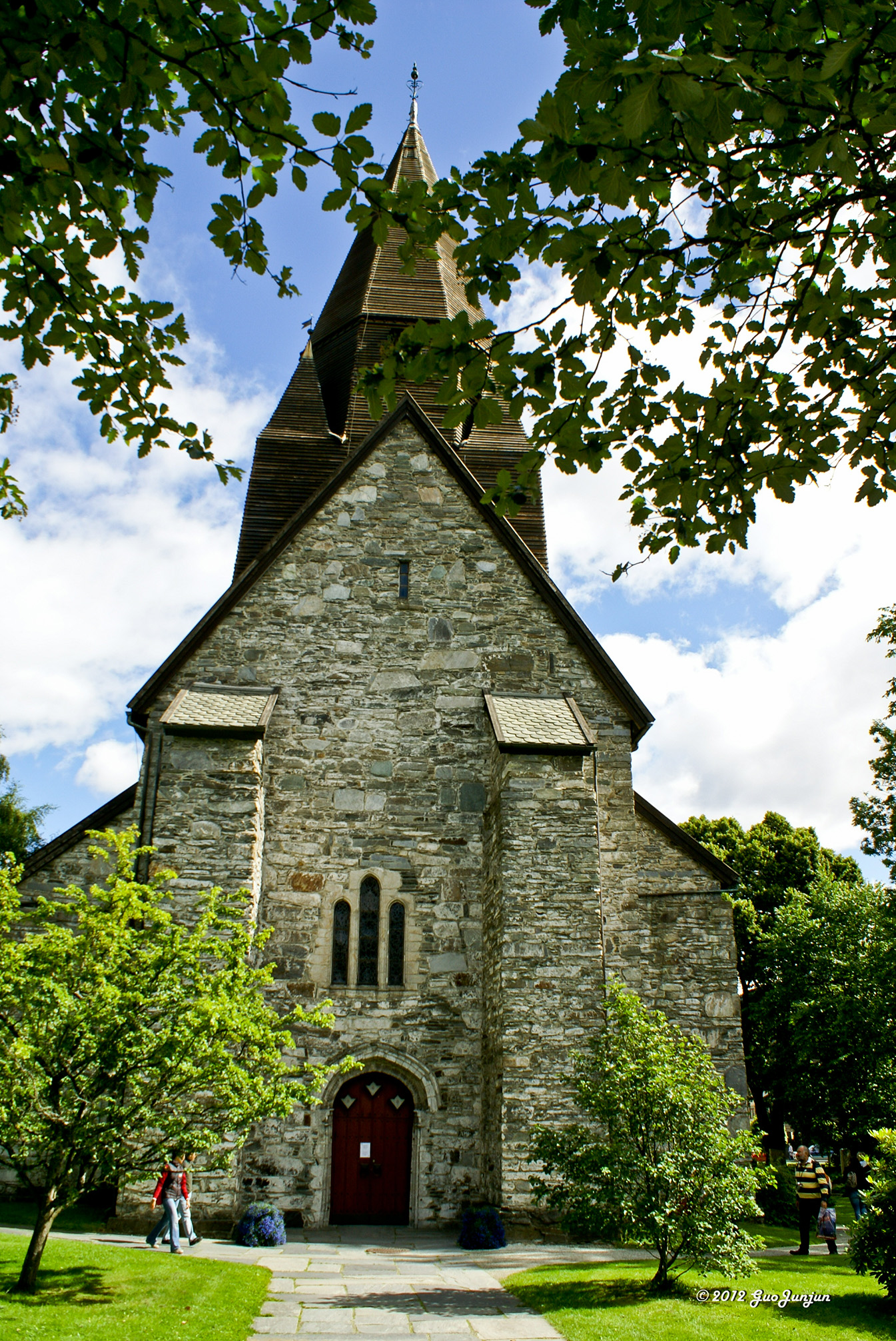
Vista de l'església de Voss.

L'escut d'armes és modern. Se'ls va concedir el 8 de juliol de 1977. Mostren un cérvol gris sobre un fons vermell. L'escut es basa en el segell de Pere, l'amo de la granja Finne de Voss, que va ser una de les granges més grans de l'oest de Noruega durant l'edat mitjana. Pere va usar un cérvol de plata sobre un fons vermell com a escut d'armes personal el 1303. El seu fill també va utilitzar un cérvol en les seves juntes de la mateixa manera que la majoria dels seus parents fins al 1460. La forma i posició dels cérvols va canviar entre les diferents persones, però sempre era la figura principal.

### Esglésies
L'Església de Noruega té sis parròquies (sokn) al municipi de Voss. És part del denegat de Hardanger og Voss a la Diòcesi de Björgvin.
| Parròquia (sokn) | Nom                   | Localització | Any de construcció |
| ---------------- | --------------------- | ------------ | ------------------ |
| Evanger          | Església d'Evanger    | Evanger      | 1851               |
| Oppheim          | Església d'Oppheim    | Oppheim      | 1871               |
| Raundalen        | Església de Raundalen | Raundalen    | 1921               |
| Vinje            | Església de Vinje     | Vinje        | 1871               |
| Voss             | Església de Voss      | Vossevangen  | 1277               |

## Història

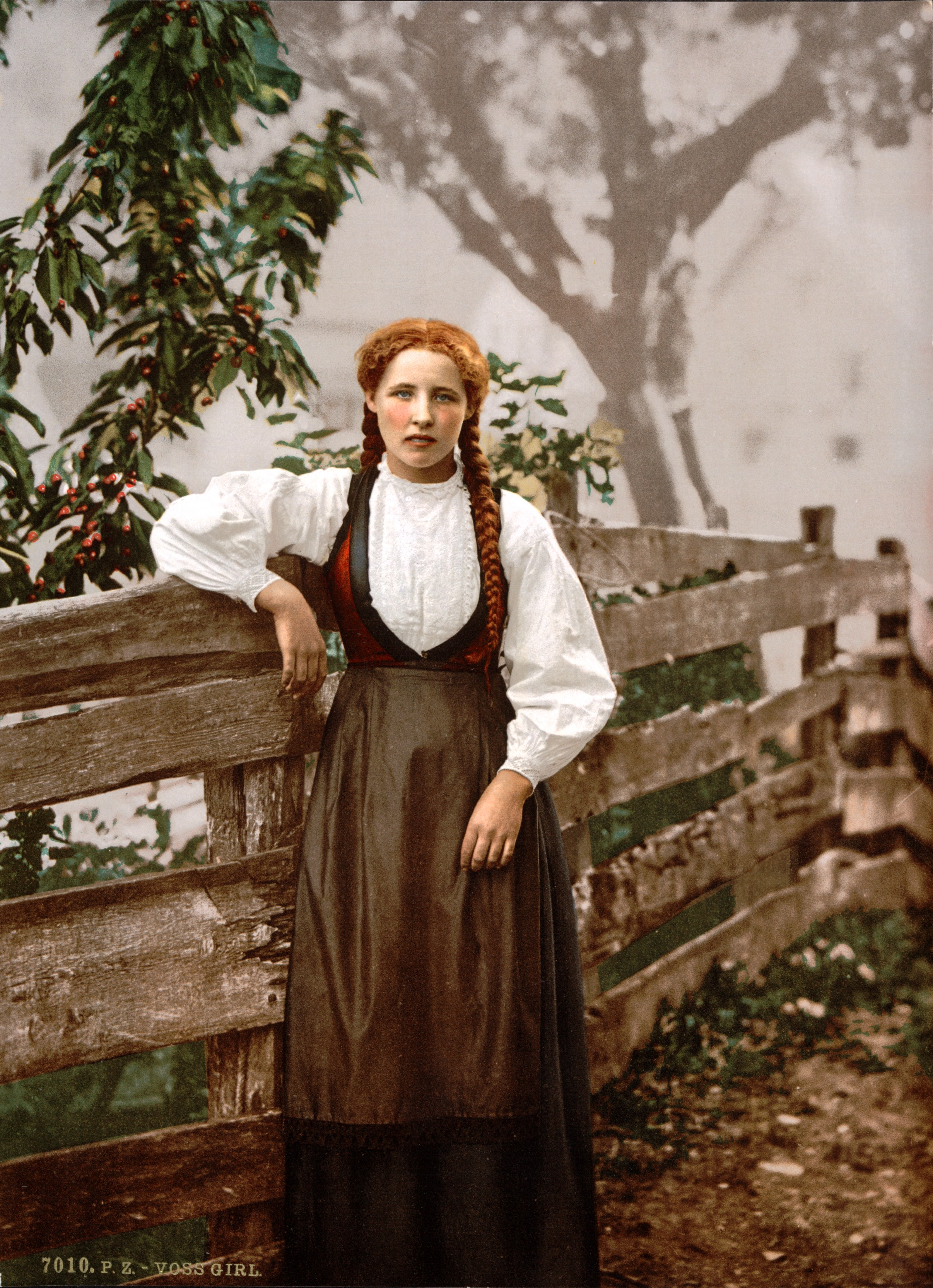
Una noia de Voss al voltant del 1900.

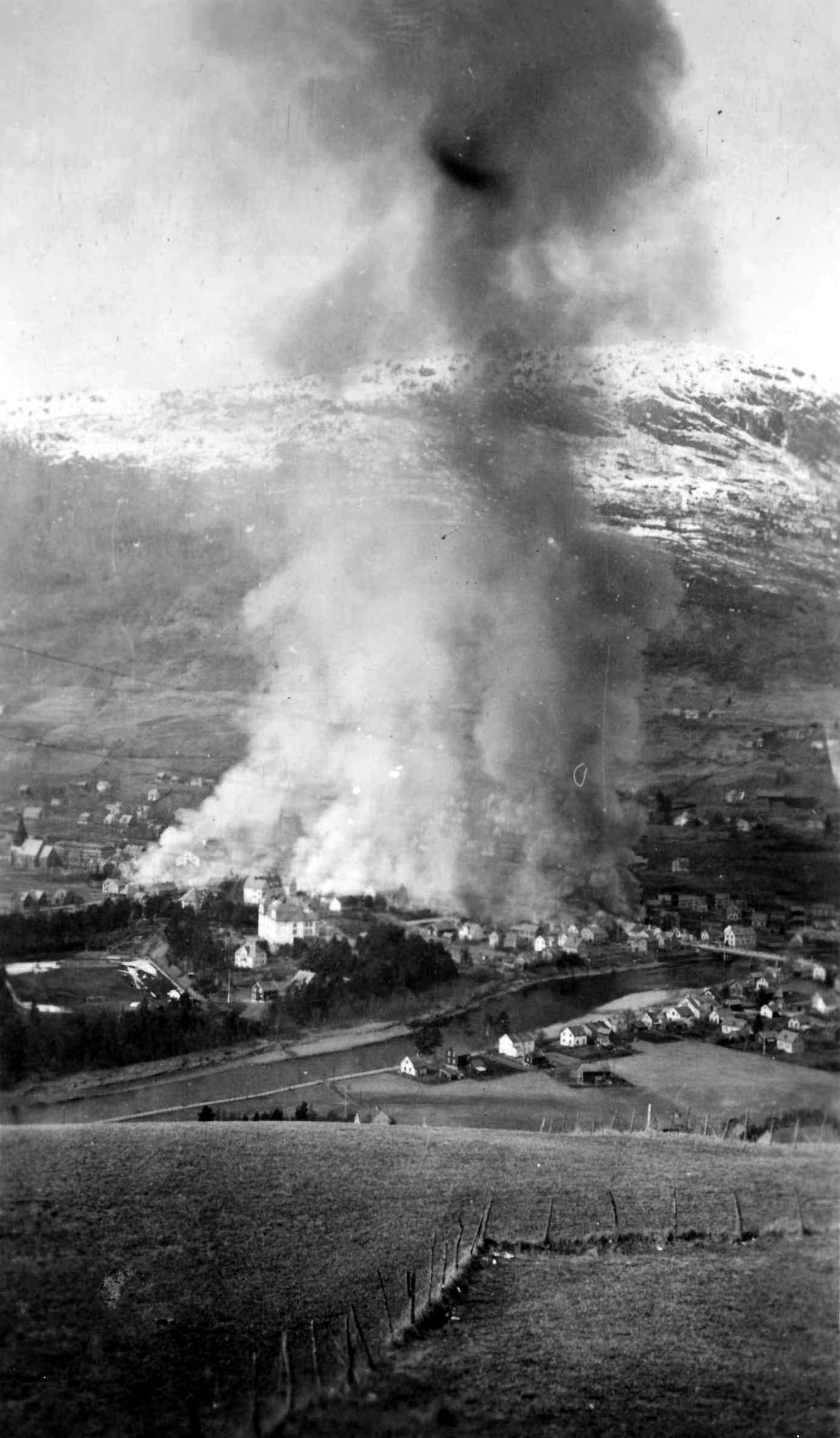
Foc a Voss després del bombardeig de l'abril del 1940. L'església de Voss es veu a l'extrem esquerre.

Després de la invasió alemanya de Noruega el 9 d'abril de 1940, Voss va ser el punt principal de la mobilització de l'exèrcit noruec a l'oest, quan la ciutat de Bergen ja havia caigut el 9 d'abril. Des de Bergen i des de Hardanger, els nazis es van trobar amb una resistència noruega rígida. A Hardanger, alguns dels alemanys van pujar les muntanyes d'Alvik mentre que la resta va passar a través de Granvin. Per trencar aquesta resistència, el poble de Voss va ser bombardejat per la Luftwaffe el 23 i 24 d'abril, i al voltant el 25 d'abril nou persones van perdre la vida en l'atemptat, que va destruir completament el vell centre de la ciutat construïda de fusta. El 26 d'abril, les forces alemanyes van entrar a la ciutat, i van ocupar-la fins al 8 de maig de 1945.

## Geografia i clima
Voss està situat a la part més interna del Bolstadsfjorden i inclou les valls que es dirigeixen cap a l'interior des d'allà. El municipi inclou diversos llacs grans: Evangervatnet, Hamlagrøvatnet, Lønavatnet, Oppheimsvatnet, Torfinnsvatnet, i Vangsvatnet. Al nord, el municipi de Voss arriba a la vall de Nærøy que condueix fins al famós Nærøyfjorden. La cascada Stalheimsfossen prop del poble de Stalheim es troba just per sobre d'aquesta vall. La vall de Raundal a l'est és la principal via de la línia de ferrocarril que connecta la Noruega oriental amb l'occidental.
| Dades climàtiques a Voss           | Dades climàtiques a Voss | Dades climàtiques a Voss | Dades climàtiques a Voss | Dades climàtiques a Voss | Dades climàtiques a Voss | Dades climàtiques a Voss | Dades climàtiques a Voss | Dades climàtiques a Voss | Dades climàtiques a Voss | Dades climàtiques a Voss | Dades climàtiques a Voss | Dades climàtiques a Voss | Dades climàtiques a Voss |
| Mes                                | gen                      | febr                     | març                     | abr                      | maig                     | juny                     | jul                      | ag                       | set                      | oct                      | nov                      | des                      | anual                    |
| ---------------------------------- | ------------------------ | ------------------------ | ------------------------ | ------------------------ | ------------------------ | ------------------------ | ------------------------ | ------------------------ | ------------------------ | ------------------------ | ------------------------ | ------------------------ | ------------------------ |
| Màxima mitjana °C (°F)             | −0.7 (30.7)              | 0.3 (32.5)               | 4.5 (40.1)               | 8.7 (47.7)               | 15.0 (59)                | 19.0 (66.2)              | 19.8 (67.6)              | 19.0 (66.2)              | 13.9 (57)                | 9.3 (48.7)               | 3.2 (37.8)               | 0.6 (33.1)               | 9.38 (48.88)             |
| Mitjana diària °C (°F)             | −4.5 (23.9)              | −3.8 (25.2)              | 0.2 (32.4)               | 3.9 (39)                 | 9.3 (48.7)               | 13.2 (55.8)              | 14.2 (57.6)              | 13.4 (56.1)              | 9.4 (48.9)               | 5.9 (42.6)               | 0.3 (32.5)               | −3.0 (26.6)              | 4.87 (40.78)             |
| Mínima mitjana °C (°F)             | −7.0 (19.4)              | −7.2 (19)                | −3.4 (25.9)              | −0.4 (31.3)              | 4.0 (39.2)               | 7.9 (46.2)               | 9.8 (49.6)               | 9.2 (48.6)               | 6.0 (42.8)               | 2.8 (37)                 | −2.1 (28.2)              | −5.5 (22.1)              | 1.18 (34.11)             |
| Precipitació mitjana mm (polzades) | 123 (4.84)               | 89 (3.5)                 | 97 (3.82)                | 49 (1.93)                | 56 (2.2)                 | 71 (2.8)                 | 78 (3.07)                | 95 (3.74)                | 160 (6.3)                | 161 (6.34)               | 150 (5.91)               | 151 (5.94)               | 1.280 (50,39)            |
| Mitjana de dies de precipitació    | 15.5                     | 10.0                     | 11.5                     | 9.1                      | 10.1                     | 10.7                     | 12.1                     | 13.0                     | 16.5                     | 17.5                     | 16.1                     | 16.4                     | 158.5                    |
| Font: Weatherbase.com              |                          |                          |                          |                          |                          |                          |                          |                          |                          |                          |                          |                          |                          |

## Govern

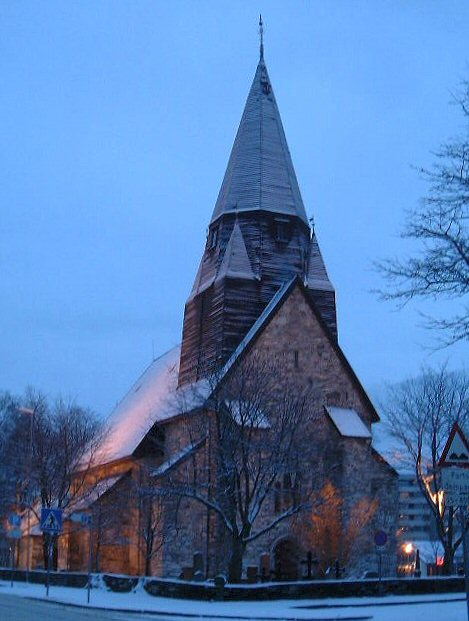
L'altra església de Voss, construïda el 1277.

Tots els municipis de Noruega, inclòs Voss, són responsables de l'educació primària, l'assistència sanitària, els serveis de la tercera edat, l'atur i els altres serveis socials, la zonificació, el desenvolupament econòmic, i les carreteres municipals. El municipi és governat per un consell municipal de representants elegits, que al seu torn trien un alcalde.

### Consell municipal
El consell municipal (Kommunestyre) de Voss es compon de 43 representants que són triats cada quatre anys. Per al període 2011-2015, els partits amb representació són els següents: 
| Partit                       | Nombre de representants |
| ---------------------------- | ----------------------- |
| Partit Laborista             | 12                      |
| Partit del Progrés           | 4                       |
| Partit Conservador           | 8                       |
| Partit Demòcrata Cristià     | 2                       |
| Rojos                        | 1                       |
| Partit de Centre             | 8                       |
| Partit Socialista d'Esquerra | 3                       |
| Partit Liberal               | 5                       |

## Fills il·lustres
- Eirik Kvalfoss, biatleta que va participar en els Jocs Olímpics d'Hivern de 1984
- Kari Traa, esquiadora que va participar en els Jocs Olímpics d'Hivern de 2002